# Kolumna z Brezy

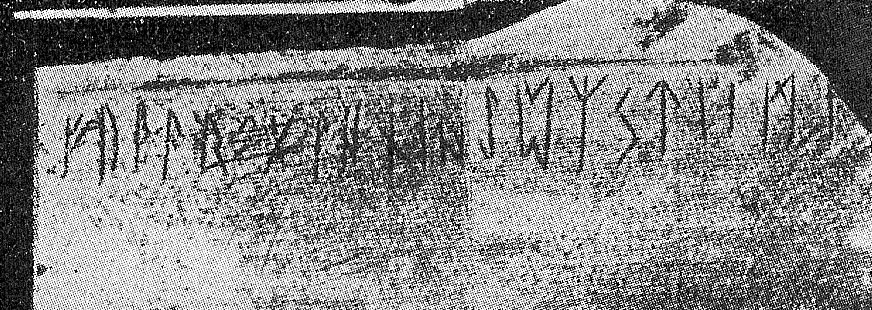
Kolumna z Brezy, fotografia wykonana niedługo po odkryciu zabytku

Kolumna z Brezy – fragment marmurowej kolumny pochodzący z Brezy w Bośni i Hercegowinie, zawierający datowany na połowę VI wieku napis runiczny z ciągiem znaków fuþarku starszego. Obecnie znajduje się w zbiorach Muzeum Narodowego w Sarajewie.
Zabytek został odkryty w położonej około 25 km na północ od Sarajewa wsi Breza, w trakcie wykopalisk archeologicznych na terenie ruin późnoantycznego kościoła, przeprowadzonych w latach 1930-1931 przez Gregora Čremošnika i Demetriusa Sergejevskiego.
Odnaleziony fragment kolumny ma 56 cm wysokości i 30 cm średnicy. Na jego powierzchni wydrapany jest następujący, niekompletny ciąg znaków fuþarku starszego:
z pominiętą literą b oraz brakującymi ostatnimi trzema literami. Podwojona kreseczka poprzeczna w literze h wskazuje na zachodniogermańską proweniencję napisu. Jego autorstwo przypisywane jest zazwyczaj Longobardom, przebywającym w okolicach dzisiejszej Brezy między 535 a 567 rokiem.